# Obertyn
Obertyn (en ukrainien : Обертин ; en polonais : Obertyn ; en hébreu : אוברטין ; en russe : Обертин, Obertine) est une commune urbaine de l'oblast d'Ivano-Frankivsk, dans l'ouest de l'Ukraine. Sa population s'élevait à 2 957 habitants en 2021.

## Géographie
Obertyn se trouve à 21 km au nord-nord-est de Kolomyia, à 43 km au sud-est d'Ivano-Frankivsk et à 433 km à l'ouest-sud-ouest de Kiev.

## Histoire
Le village a été fondé en 1256. La bataille d'Obertyn opposa le 22 août 1531 le prince moldave Pierre IV Rareș au roi Sigismond Ier de Pologne.
Obertyn comptait une importante communauté juive avant la Seconde Guerre mondiale. De juin à septembre 1942, les nazis déportèrent les juifs de la localité au camp d'extermination de Bełżec.

## Population
Recensements (*) ou estimations de la population :
| 1959* | 1970* | 1979* | 1989* | 2001* | 2010  | 2012  |
| ----- | ----- | ----- | ----- | ----- | ----- | ----- |
| 4 428 | 3 728 | 3 739 | 3 584 | 3 390 | 3 232 | 3 195 |

| 2013  | 2014  | 2015  | 2016  | 2017  | 2018  | 2019  |
| ----- | ----- | ----- | ----- | ----- | ----- | ----- |
| 3 191 | 3 158 | 3 148 | 3 129 | 3 118 | 3 095 | 3 034 |

| 2021  | - | - | - | - | - | - |
| ----- | - | - | - | - | - | - |
| 2 957 | - | - | - | - | - | - |

## Personnalités liées
- Stanislas Skarbek.